# Mtume
Mtume est un groupe américain de funk créé par le percussionniste James Mtume dans les années 1970.

## Biographie
James Mtume est le fils du saxophoniste de jazz Jimmy Heath. Après plusieurs enregistrements avec son père, il commence comme percussionniste avec Miles Davis entre 1971 à 1975. Son producteur Reggie Lucas était quant à lui guitariste de jazz de Miles Davis & Norman Connors avant de travailler avec James Mtume.

## Membres
James Mtume, Hubert Eaves III, Tawatha Agee, Howard King, Phil Fields, Ray Johnson

## Discographie

### Comme Leader
- 1973 : Kawaida
- 1975 : Alkebu-Lan
- 1977 : Rebirth Cycle
- 1978 : Kiss This World Goodbye, (Epic)
- 1980 : In Search of the Rainbow Seekers, (Epic)
- 1983 : Juicy Fruit, (Epic)
- 1984 : You, Me and He, (Epic)
- 1985 : Native Son (OST), (MCA)
- 1985 : Theater of the Mind, (Epic)
- 2004 : The Best of Mtume & Reggie Lucas, (Soul Togetherness)

### Avec Miles Davis
- 1973 : The Complete Miles Davis at Montreux 1973-1991 : volume 1, Palais des congrès le 8 juillet 1973, first & second set.

## Producteurs
James Mtume & Reggie Lucas

## James Mtume & Reggie Lucas Productions
- Phyllis Hyman
- Marc Sadane
- Stephanie Mills
- Azar Lawrence
- Randy Crawford
- Madonna -"Holiday" & -"Physical Attraction"
- Bar-Kays

## Sampled by
- The Notorious B.I.G.
- Jennifer Lopez
- Faith Evans
- Warren G
- Keyshia Cole
- Alicia Keys
- Teedra Moses & Raphael Saadiq